# Tetrastichus productus
Tetrastichus productus är en stekelart som beskrevs av Riley 1885. Tetrastichus productus ingår i släktet Tetrastichus och familjen finglanssteklar. Inga underarter finns listade i Catalogue of Life.